# Симплектическая группа
В математике термин симплектическая группа может относиться к двум различным, но тесно связанным типам групп, обозначаемых Sp(2n, F) и Sp(n). Последние иногда называют компактными симплектическими группами в отличие от первых. Используются и слегка отличающиеся обозначения, особенно существенные отличия касаются наличия или отсутствия в обозначении множителя 2. 
Симплектическая группа Sp(2n, F) состоит из симплектических матриц 2n × 2n, снабжённых обычным матричным умножением, с элементами из поля F.
Термин введён Германом Вейлем для замены старых названий, вносивших путаницу, и является греческим словом, означающим сложная (взамен использовавшегося раньше приводящего в европейских языках к путанице complex).